# Pépé le Moko (roman)
Pépé le Moko est un roman publié en 1931 par Henri La Barthe, surtout connu par l'adaptation de Julien Duvivier en 1937.

## Synopsis
François Forestier résume ainsi l'intrigue de Pépé le Moko, en citant abondamment le texte :

« Tout commence avec Carlo, jeune voyou qui « a été contraint d’abandonner la jungle phocéenne » et qui débarque chez la maman de Pépé le Moko, la grosse Nénette, « dans une rue immonde ». Celle-ci, « qui a le cœur bien gros », aide l’escarpe à s’embarquer pour Alger, en évitant « quelque créature de police ». Carlo, maquereau un peu naïf, s’imagine « un Orient canaille, peuplé de trafiquants et d’odalisques », mais déchante en mettant le pied à terre : il plonge dans une cité dont « le sol est glissant, coupé de marches, jonché d’ordures », avec « des estaminets obscurs ». Il se met sous la protection de Pépé le Moko, « gouape voluptueuse », roi de « ce peuple des bouges », qui lui demande : « T’as une babille pour moi ? » - une lettre de sa mère.
Réfugié dans la Casbah, où « pas un homme ou un bicot, en cas de coup dur, ne refusera de m’assister pour gourancer les bourres », en ménage avec une moukère jalouse, Pépé est un homme d’« une crapulerie suave », et fréquente « toute la pouillerie de la Casbah : matelots déserteurs, charbonniers du port, étranges trafiquants maures, femelles débraillées, marmaille crasseuse ». Un policier inquiétant surveille tout cela : Slimane, « petit homme au teint jaunâtre », rusé et méprisé.
Débarque un quatuor de bourgeois en goguette, avec une belle fille, Gaby « admirablement faite, d’une blancheur de peau quasi lumineuse, d’une volupté rare, une grande sensuelle et même une perverse, curieuse de sensations », qui ne va pas tarder à rencontrer Pépé, et danser avec lui un fox-trot, « abandonnée à son crapuleux plaisir, ses seins dardés s’écrasant contre la dure poitrine de son cavalier... » Réaction du Moko : « Tu m’plais ! ». 
Cette fille sera sa perte...
Le roman est enfin réédité en 2021 après plus de soixante ans passés sans qu'il soit disponible nulle part, aux Editions Relatives, structure éditoriale dirigée par le petit-fils d'Henri La Barthe, Thierry Tuborg, qui en signe la préface. »

## Titre
Moko, plus généralement écrit moco, est un mot d'argot issu de l'expression provençale em'acò (avec ça) (prononcé approximativement «'m'oco» à Toulon). Il désigne un marin de la Marine nationale naviguant en Méditerranée et dont le port d'attache est Toulon.

## Adaptations
C'est l'adaptation de Julien Duvivier (1937), avec Jean Gabin et Mireille Balin, qui fera connaître un roman passé jusque là inaperçu. 
Deux remakes en furent ensuite tournés : 
- Algiers (en français Casbah) de John Cromwell (États-Unis, 1938), avec Charles Boyer et Hedy Lamarr :
- Casbah de John Berry (États-Unis, 1948), version musicale avec Yvonne de Carlo et Tony Martin.